# Sinagoga KAM Isaiah Israel di Chicago
La sinagoga KAM Isaiah Israel di Chicago, così conosciuta dal nome delle due congregazioni ebraiche che oggi la usano, è una sinagoga monumentale di Chicago in Illinois. Fu costruita dalla congregazione Isaiah Israel nel 1923-1924 in stile neobizantino.

## Storia e descrizione
La sinagoga fu costruita nel 1923-1924 dalla congregazione Isaiah Israel di Chicago.
Il progetto del nuovo tempio fu affidato all'architetto Alfred S. Alschuler, che alla ricerca di uno stile ebraico si rifece all'architettura delle antiche sinagoghe palestinesi, simile a quella degli edifici bizantini.
La sala di preghiera è delimitato da pareti ottagonali sormontate da una cupola schiacciata dalla quale scendono, formando grandi arcate, otto pilastri. L'arcata orientale è occupata dall'arca santa. Sulle altre si aprono grandi finestre a vetrate e sia appoggia la galleria. Dal soffitto pendono quattro enormi lampadari. La sala ha una capienza di oltre 1100 posti a sedere.
All'esterno il tratto più caratteristico è la cupola rossa e "il minareto", isolato sul retro dell'edificio, che in realtà nasconde la ciminiera dell'impianto di riscaldamento
Nel 1971 la congregazione Isaiah Israel si fuse con un'altra congregazione ebraica, la Kehilath Anshe Ma'ariv (KAM) che formatasi nel 1847 era stata la prima comunità ebraica di Chicago. La sinagoga, rinominata KAM Isaiah Israel, è oggi attiva al servizio di una numerosa comunità.